# Rocher du Roux
Le rocher du Roux, anciennement roche de Roux, est une montagne de France située en Haute-Savoie, au-dessus du lac d'Annecy.

## Géographie
Le sommet se trouve au sud-est d'Annecy et de son lac, au nord de Faverges. Il est dominé par la Tournette située à l'est, plus haut sommet des environs avec 2 350 mètres d'altitude. À ses pieds se trouvent le hameau d'Angon à l'ouest, le village de Talloires au nord-ouest et le village de Montmin au sud-est, le tout sur la commune de Talloires-Montmin. Il est encadré au nord-est par le col de l'Aulp et au sud-ouest par le col de la Forclaz, deux points de vue populaires sur le lac d'Annecy.
Culminant à 1 561 mètres d'altitude, le rocher du Roux est constitué de calcaire urgonien reposant sur du calcaire hauterivien, le tout sous la forme d'un crêt matérialisant un synclinal perché. Cette structure géologique se retrouve dans la pointe de la Rochette, une antécime culminant à 1 491 mètres d'altitude au-dessus du col de la Forclaz,. Le sentier de randonnée emprunté par le GR 96 et le GRP Tour du Lac d'Annecy délaisse le sommet du rocher pour passer aux pieds de sa falaise orientale.
Les falaises du rocher comportent quelques voies d'escalade.

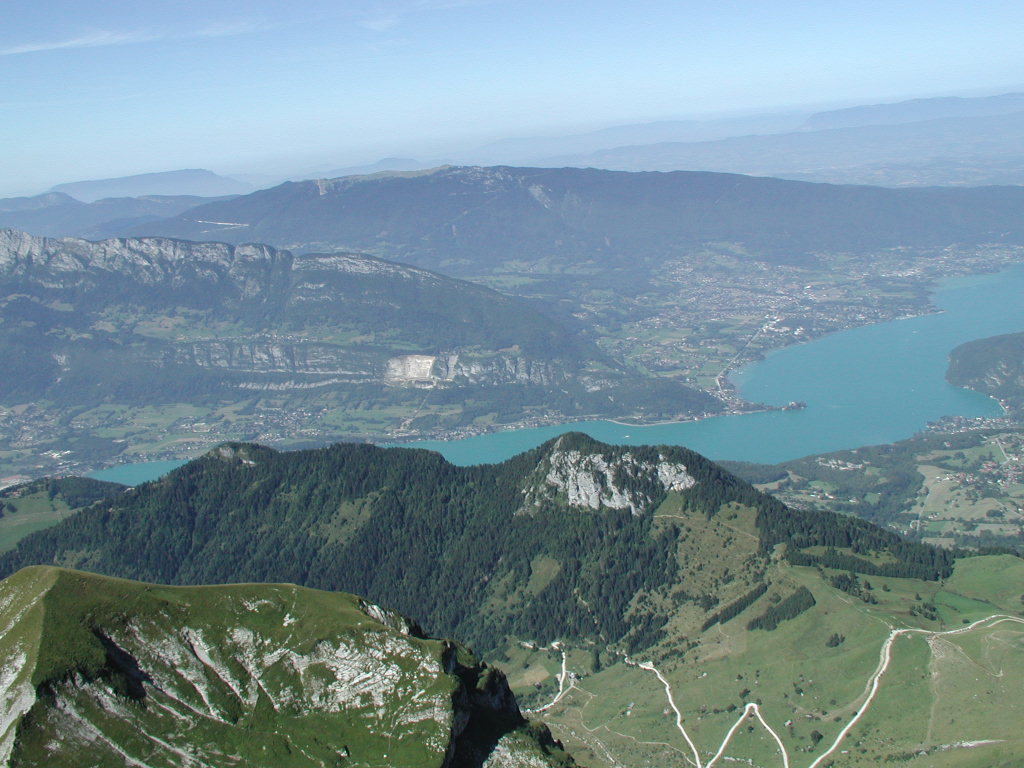
Vue du lac d'Annecy depuis la Tournette avec le rocher du Roux à ses pieds.